# Sundowning
Sundowning è il primo album in studio del gruppo musicale britannico Sleep Token, pubblicato il 21 novembre 2019 dall'etichetta Spinefarm Records.

## Promozione
A partire dal 20 giugno 2019 il duo ha reso disponibile l'audio di The Night Does Not Belong to God attraverso il proprio canale YouTube. Fino alla data di uscita del disco, tutti i restanti brani che ne compongono la lista tracce sono stati resi disponibili per l'ascolto a cadenza bisettimanale.
Il 20 giugno 2020 la band pubblica l'edizione deluxe di Sundowning contenente quattro tracce bonus tra cui una cover di When the Party's Over di Billie Eilish e una di I Wanna Dance with Somebody (Who Loves Me) di Whitney Houston.

## Tracce
Testi e musiche di Leo George Faulkner e Adam Paul Pedder, eccetto dove indicato.
1. The Night Does Not Belong to God – 5:03
2. The Offering – 5:49
3. Levitate – 4:58
4. Dark Signs – 4:28
5. Higher – 5:21
6. Take Aim – 3:39
7. Give – 3:56
8. Gods – 3:25
9. Sugar – 4:52
10. Say that You Will – 5:03
11. Drag Me Under – 3:56 (Leo George Faulkner)
12. Blood Sport – 4:07 (Leo George Faulkner)

Tracce bonus nell'edizione deluxe
1. Blood Sport (from the Room Below) – 4:15 (Leo George Faulkner)
2. Shelter (from the Room Below) – 3:12 (Leo George Faulkner)
3. When the Party's Over (from the Room Below) – 2:26 – originariamente interpretata da Billie Eilish
4. I Wanna Dance with Somebody (from the Room Below) – 2:49 – originariamente interpretata da Whitney Houston

10" bonus nell'edizione box set
- One

1. Thread the Needle – 6:36 (Leo George Faulkner)
2. Fields of Elation – 4:36 (Leo George Faulkner)
3. When the Bough Breaks – 7:38 (Leo George Faulkner)

- Two

1. Calcutta – 6:53 (Leo George Faulkner)
2. Nazareth – 5:36 (Leo George Faulkner)
3. Jericho – 5:17 (Leo George Faulkner)

## Formazione
Gruppo
- Vessel 1 – voce, chitarra, tastiere, pianoforte
- Vessel 2 – batteria

Produzione
- George Lever – produzione, montaggio, basso